# Sculpture de Vladimir Vyssotski (Rostov-sur-le-Don)
Sculpture de Vladimir Vyssotski - une sculpture en bronze, qui a été installée à l'été 2014 à Rostov-sur-le-Don sur la rue de Pouchkine en Russie.

## Histoire
En 2009 a été organisée la collecte de fonds pour créer un monument en mémoire de Vladimir Vyssotski dans la ville de Rostov-sur-le-Don. Et un concours a eu lieu, à la suite de laquelle les sculpteurs ont présenté plusieurs projets de travail, parmi lesquels le gagnant était le projet d'Anatoly Sknarin. 
L'ouverture du mémorial a eu lieu le 25 juillet 2014, jour du 34ème anniversaire de la mort du poète, dans la rue Pouchkinskaïa. La hauteur de l'ensemble de la composition est de 3,4 mètres, dont 2,3 mètres est la sculpture de l'acteur. Le monument a été fait de bronze : Vyssotski se tient sur scène dans un pull et un pantalon, avec dans ses mains une guitare et à sa droite des rideaux.
Environ 200 personnes ont assisté à l'ouverture du monument Vladimir.